# Paternitní test
Paternitní test (též test otcovství) je laboratorní vyšetření, které umožňuje přinést silný důkaz pro to, že konkrétní muž je otcem konkrétního dítěte. Stejným způsobem se dá provést také vyšetření, zkoumající jiné typy příbuznosti (mateřství, dědečkovství, a podobně). Podobně se dá vyšetřit i vzdálenější příbuznost po meči a po přeslici; zkoumají se však jiné části DNA, které pak nejsou umístěné na autozomálních chromozómech, ale na chromozómu Y a v mitochondriální DNA.

## Vyšetření
Vyšetření otcovství lze provést i tehdy, pokud není dostupný genetický materiál matky; dokonce i tehdy, pokud není dostupný genetický materiál žalovaného muže - pravděpodobného otce . Principiálně stejné typy testů se používají i pro stanovení otcovství u jiných živočišných druhů (u hospodářských zvířat, plemenných koní, psů s rodokmenem), povinně např. při obchodování s některými papoušky.
Výsledkem vyšetření krátkých tandemových repetic (STR) pomocí polymerázové řetězové reakce (PCR), následované elektroforetickou detekcí namnožených úseků DNA, je „genotyp“, v kriminalistické praxi nazývaný „DNA profil“. Pokud provedeme zjištění DNA profilu matky, dítěte a možného otce dítěte, lze z Mendelových zákonů a logiky usoudit na to, jestli důkaz svědčí pro otcovství žalovaného nebo proti němu: pokud u dítěte identifikujeme alelu pocházející od matky, druhá alela musí nutně pocházet od biologického otce. Pokud nařčený muž tuto alelu nese, srovnává se s výskytem této alely ve virtuální populaci potenciálních otců. Z tohoto srovnání se vypočítá věrohodnostní poměr (pravděpodobnost DNA profilů vyšetřovaných osob, za předpokladu otcovství nařčeného, děleno pravděpodobnost DNA profilů vyšetřovaných osob, za předpokladu, že biologickým otcem dítěte je neznámý nepříbuzný muž). Při použití standardních 15 genetických markerů se tato pravděpodobnost buď blíží 100 % (při „prokázání“ otcovství) nebo 0 % (při „vyvrácení“ otcovství).

## Starší metody
Dříve byla používána řada nepřímých metod analýzy včetně testování krevních skupin AB0, analýzy enzymů či MHC glykoproteinů. V současné době se téměř výlučně používá přímá analýza DNA otce, matky a dítěte pomocí stejných typizačních souprav, jako se používají v kriminalistice k porovnání DNA ze stopy a ze srovnávacího vzorku podezřelého. Genetický materiál se získává nejčastěji stěrem z ústní sliznice a vyšetření lze provést hned po narození dítěte. Existují dokonce pokusy o vyšetření z buněk dítěte, cirkulujících v krvi těhotné ženy, ale zatím nejsou dostatečně spolehlivé (viz Guo et al. 2012 ).

## V kriminalistice
Vyšetření lze provést v režimu znaleckém (s kulatým razítkem) anebo bez náležitostí znaleckého posudku. U soudu je použitelný jen výsledek vyšetření, který byl proveden protokolárně, se znaleckým razítkem.